# Rudolf Breitscheid
Rudolf Breitscheid, född 2 november 1874 och förmodligen död 28 november 1944 i koncentrationslägret i Buchenwald, var en tysk socialdemokratisk politiker.
Breitscheid var först frisinnad och ordförande i Demokratische Vereinigung från 1908. 1912 övergick Breitscheid till det socialdemokratiska partiet, och anslöt sig 1917 till de oavhängiga och utgav 1922 dessas veckotidsskrift, Der Sozialist.
Det är oklart hur Breitscheid dog. Vissa källor hävdar att han dödades vid ett amerikanskt luftangrepp, andra menar att han redan var död och att han mördades av Gestapo.
Breitscheidplatz i centrala Berlin (stadsdelen Charlottenburg) är uppkallad efter honom. Där befinner sig bland annat Kaiser-Wilhelm-Gedächtniskirche.